# Convenzione sulla protezione contro le radiazioni, 1960
La Convenzione sulla protezione contro le radiazioni, 1960 è la convenzione n. 115 dell'Organizzazione internazionale del lavoro (ILO), adottata il 22 giugno 1960, a seguito della riunione del 1º giugno 1960 a Ginevra della Conferenza generale dell’Organizzazione internazionale del lavoro, nel corso della sua 44ª sessione.
Obiettivo di tale convenzione è la protezione dei lavoratori contro le radiazioni ionizzanti.

## Ratifiche
A giugno 2023, la convenzione era stata ratificata da 50 Stati.